# RM-70
 (décembre 2022).
Si vous disposez d'ouvrages ou d'articles de référence ou si vous connaissez des sites web de qualité traitant du thème abordé ici, merci de compléter l'article en donnant les références utiles à sa vérifiabilité et en les liant à la section « Notes et références ».
Le RM-70 (raketomet vzor 1970) est un lance-roquettes multiple tchécoslovaque mis en service en 1972. Il s'agit d'une version plus lourde du BM-21 Grad offrant des performances améliorées de son système d'artillerie à saturation de zone (la désignation OTAN est M1972).

## Aperçu
Le RM-70 est développé en Tchécoslovaquie en tant que successeur du RM-51 et atteint sa capacité opérationnelle en 1972. Le lanceur est fabriqué à Dubnica nad Váhom (actuelle Slovaquie). Pendant la guerre froide, il est vendu à l'Allemagne de l'Est. Après l'effondrement de l'Union soviétique et la scission de la Tchécoslovaquie en Tchéquie et Slovaquie, il a été vendu à plusieurs pays d'Afrique, d'Amérique, d'Asie et d'Europe.
Le RM-70 a remplacé le camion Oural-375D 6x6 par un camion Tatra T813 "Kolos" 8x8 comme plate-forme de transport pour le lanceur. Le nouveau véhicule porteur offre suffisamment d'espace pour transporter quarante recharges de roquettes de 122 mm supplémentaires. Néanmoins, les performances du RM-70 restent proches de celles du Grad, même en termes de vitesse et d'autonomie du véhicule. Ce lance-roquettes peut tirer à la fois des coups individuels et des volées, principalement au moyen de tirs indirects. Il est conçu pour couvrir de grandes surfaces (jusqu'à 3 hectares en une salve) par des obus à fragmentation hautement explosifs. Les roquettes utilisées sont soit des 9M22 et 9M28 d'origine soviétique, soit des modèles développés localement. Ce sont les JROF avec une portée de 20,75 km, le JROF-K avec une portée de 11 km, le "Trnovnik" avec 63 bombes HEAT et une portée de 17,5 km, le "Kuš" avec cinq mines antipersonnel PPMI-S1 ou le "Krizhna-R" avec quatre mines antichars PTMI-D et une portée de 19,45 km.
Le véhicule est équipé d'un système central de régulation de la pression des pneus (pour permettre son adaptation à la nature du terrain parcouru), d'un phare à lumière blanche sur le toit avant de la cabine et, le cas échéant, d'un chasse-neige SSP 1000 ou d'une lame de bouteur BZ-T pour aménager son propre emplacement ou pour supprimer des obstacles.

## Variantes

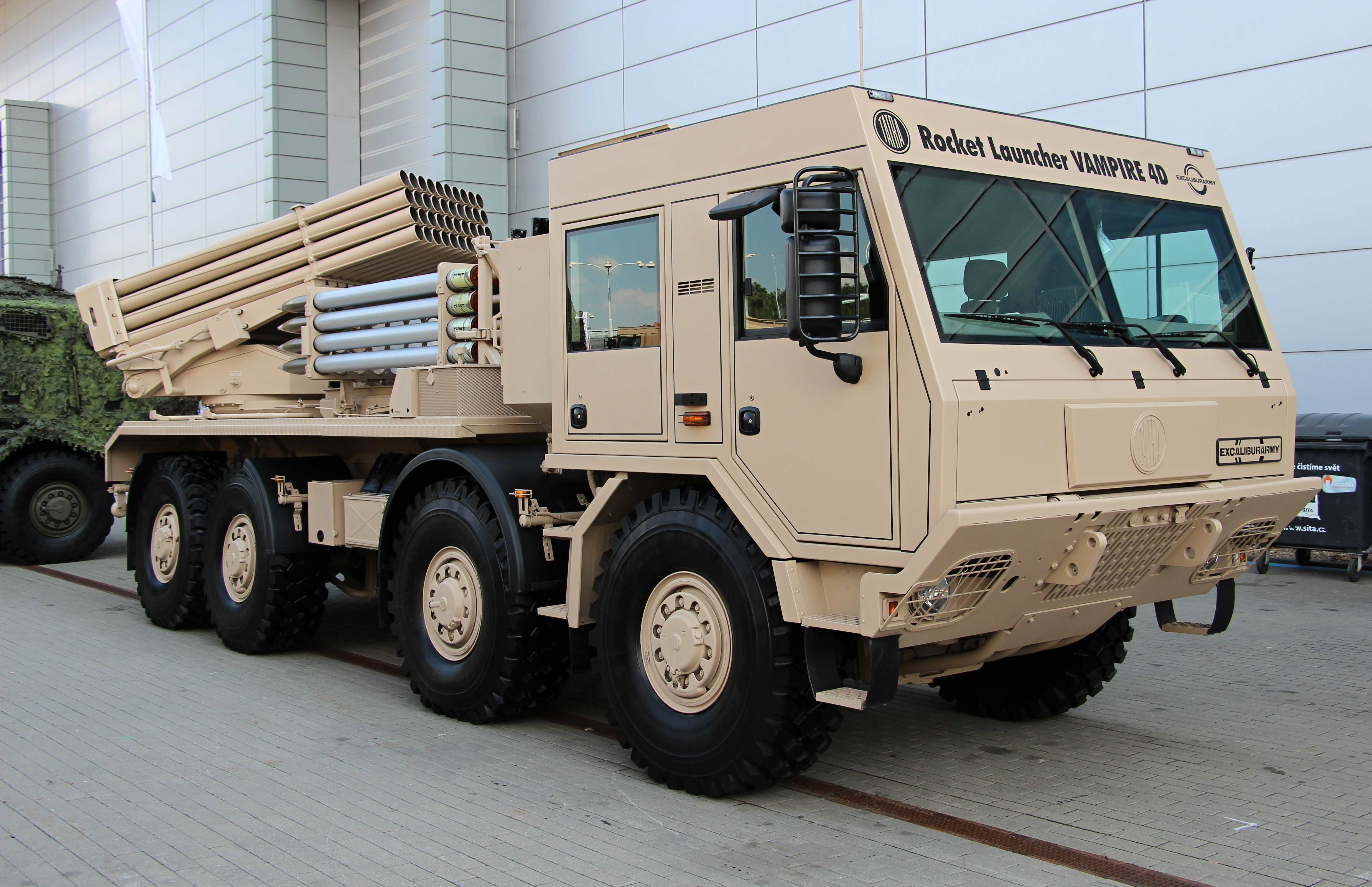
Un RM-70 Vampire 4D.

### Slovaquie et Tchéquie
- RM-70 : modèle de base, tel que décrit plus haut[2].
- RM-70/85 : version non blindée du RM-70, basée sur le camion Tatra T815 VPR9 8x8.1R avec moteur 265 ch T3-930-51. Masse au combat : 26,1 t. Parfois appelée RM-70M[3].
- RM-70/85M : véhicule modernisé avec de nouveaux équipements de contrôle de tir et de navigation, peut utiliser un nouveau type de fusée avec une portée de 36 km. La Slovaquie a commandé 50 forfaits de mise à niveau[4].
- RM-70 Modular : en décembre 2000, le ministère slovaque de la Défense et Delta Defence ont lancé le projet de modernisation germano-slovaque RM-70 Modular. Le RM-70 Modular permet à ce système d'artillerie de lancer soit vingt-huit roquettes de calibre 122 mm, soit six roquettes de calibre 227 mm comme celles utilisées sur le M270 MLRS. De cette façon, le système est devenu entièrement interopérable avec ceux de l'OTAN. La cabine du camion est entièrement blindée. La Slovaquie a signé pour 26 systèmes d'artillerie améliorés, le premier étant livré le 20 mai 2005. Le RM-70 Modular est proposé en tant que mise à niveau pour les propriétaires de RM-70[5].

- Vz.92 "Križan" VMZ (velkokapacitní mobilní zatarasovač) : Véhicule du génie, basé sur le Tatra T815 36.265 avec une cabine légèrement blindée. Le véhicule est disponible en différentes configurations, la norme étant un lance-roquettes à 40 coups (pour les fusées "Kuš" et "Krizhna-R"), une couche de mines mécaniques pour les mines antichars (PT Mi-U ou PT Mi-Ba- III) et deux distributeurs de mines antipersonnel (PP Mi-S1)[6].
- RM-70 Vampire : version améliorée intégrée sur un châssis de camion Tatra T-815-7 propulsée par un moteur Tatra T3C V8[7] avec 270 kW de puissance, couplé à une boîte de vitesses Tatra 10 TS 210 N, avec système d'entraînement semi-automatique Tatra Norgen et une boîte de vitesses supplémentaire Tatra 2.30TRS. Il a une autonomie d'environ 1 000 km et une vitesse de pointe de 90 km/h avec une cabine d'équipage blindée et protégée NBC[8].

## Les opérateurs

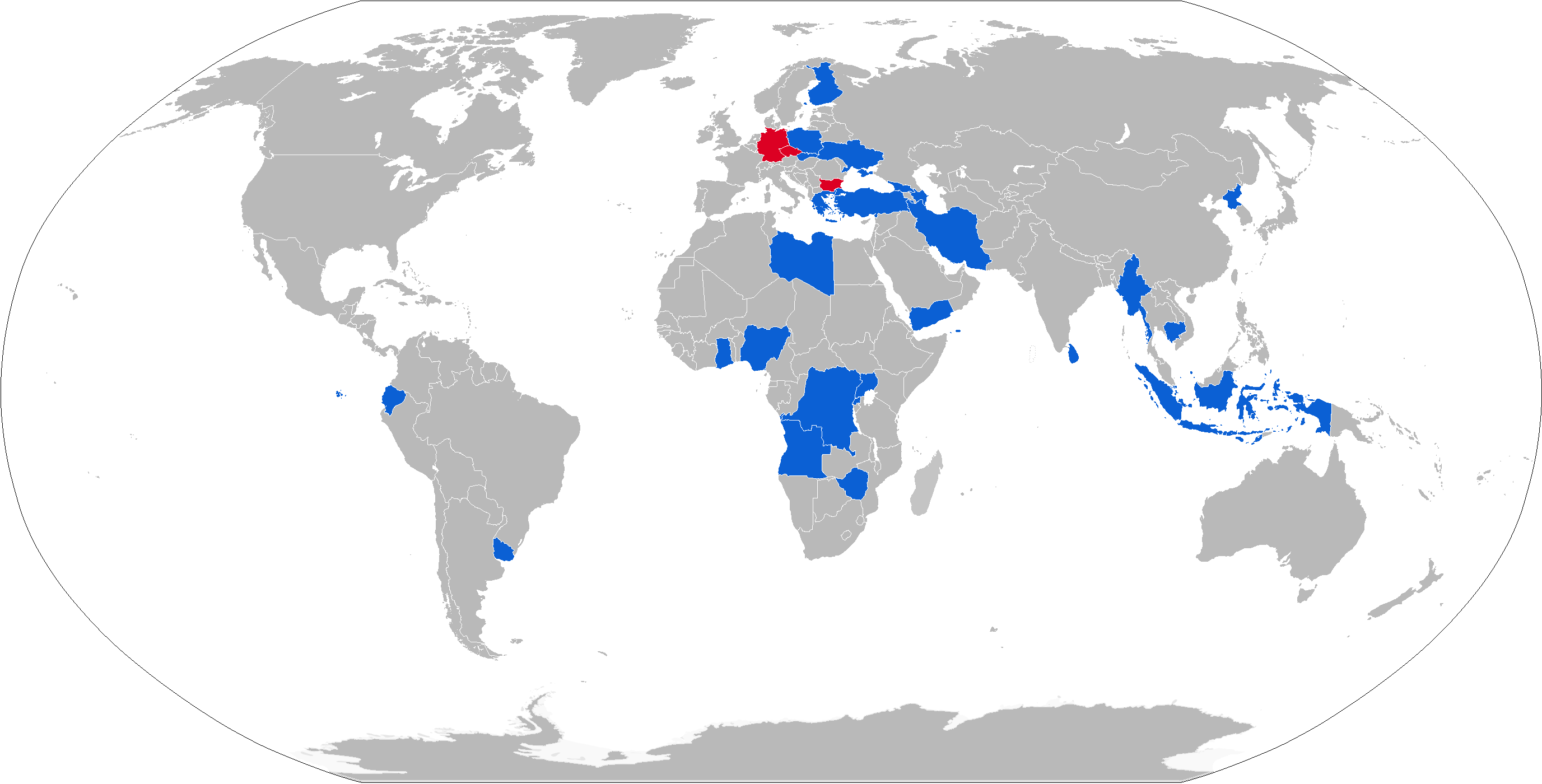
Carte des opérateurs de RM-70 en bleu avec les anciens opérateurs en rouge

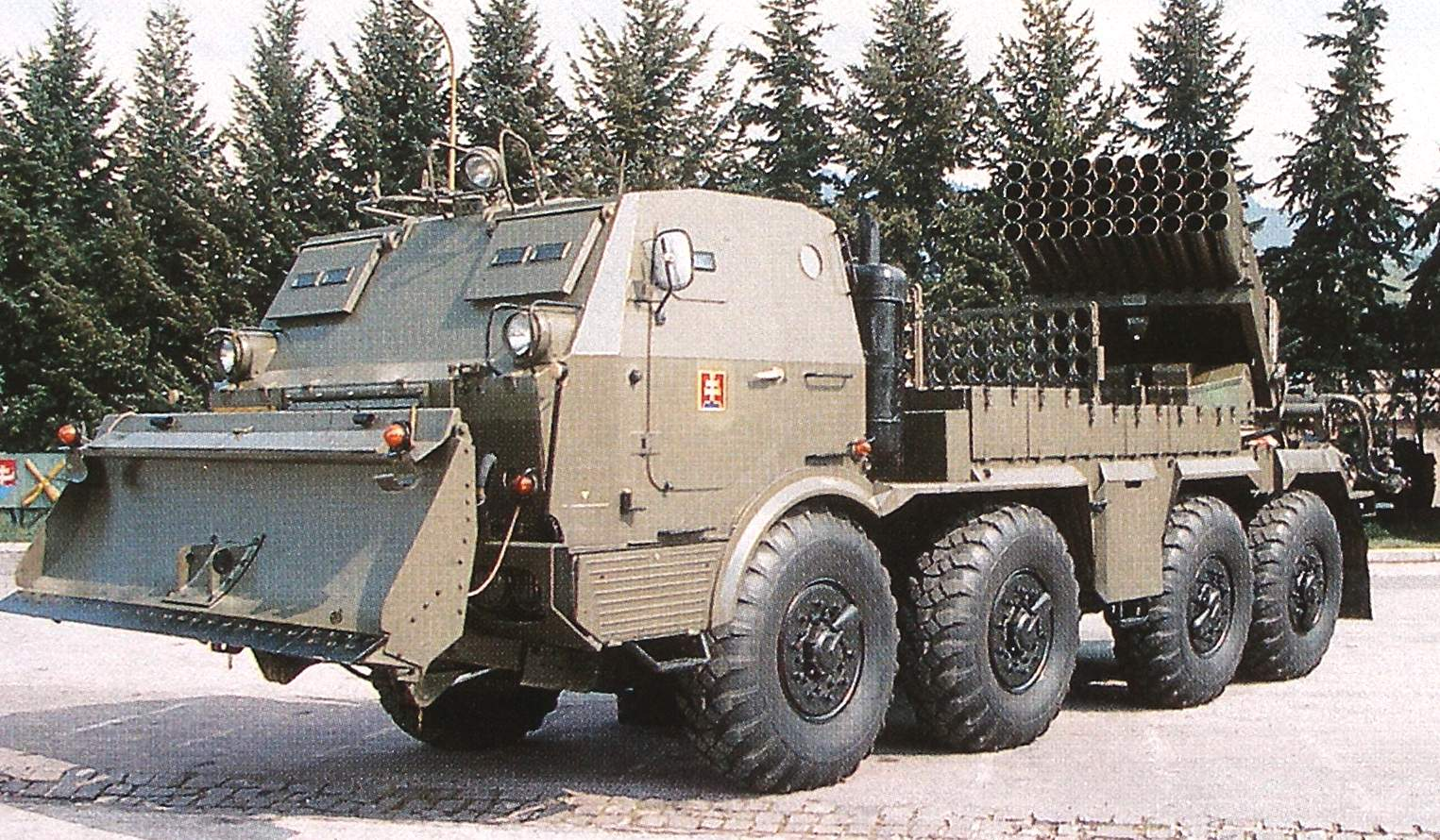
RM-70 de l'armée slovaque.

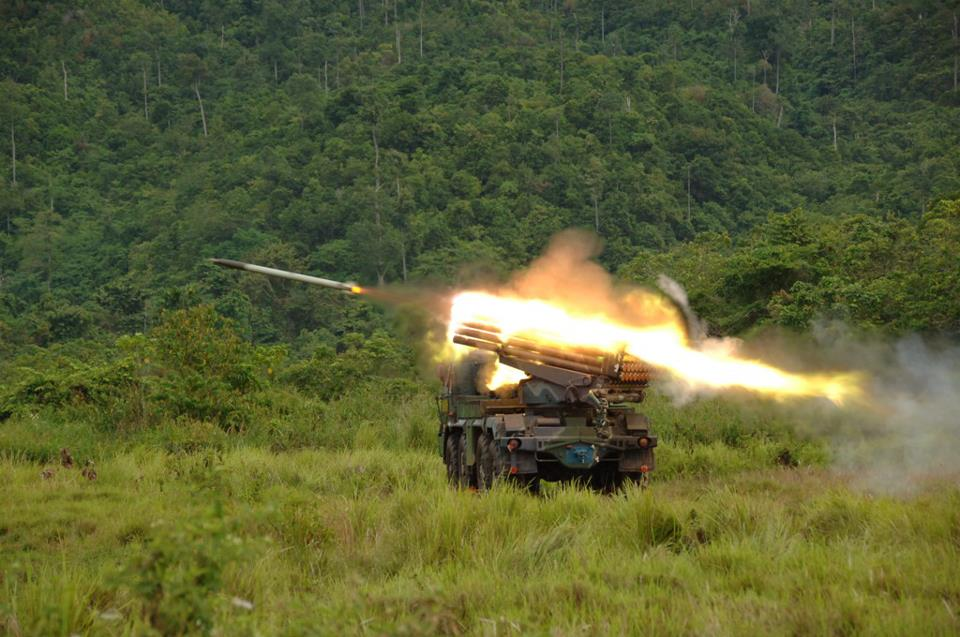
Tir d'un RM-70 indonésien du Korps Marinir.

### Opérateurs actuels
- Angola : 40 en service en 2016[9].
- Azerbaïdjan : RM-70 Vampire[10],[11],[12],[13].
- Cambodge : 120 RM-70 en service en 2016[14].
- Corée du Nord : nombre inconnu, achetés d'occasion pendant la Guerre froide ou produits localement[15].
- Équateur : 6 RM-70 en service en 2016[16].
- Finlande : 36 RM-70/85 (connus localement sous le nom de 122 RakH 89) anciennement est-allemands, livrés en 1991.
- Géorgie : 18 RM-70 mis à jour en service en 2016[17].
- Grèce : 158 RM-70 fournis avec 205 000 roquettes de 122 mm des stocks de l'ancienne Allemagne de l'Est au milieu des années 1990. 111 RM-70 en service en 2016[18].
- Indonésie : 9 acquis vers 2003, 8 nouveaux RM-70 Vampire acquis en 2016[19].
- Libye[20] : 36 (vendus par la Tchécoslovaquie en 1975-1976).
- Nigeria : nombre inconnu,[21] 2 livraisons confirmées.
- Pologne - 30 RM-70/85[22] en 2016[23]. En 2018, un nombre inconnu de RM-70 et de BM-21 Grad ont été vendus à la Tchéquie puis donnés à des pays d'Afrique du nord non précisés (Libye ?)[24].
- République démocratique du Congo[25]
- Rwanda : 5 en service en 2016[26].
- Slovaquie : 4 RM-70 et 26 RM-70/85 en service en 2016[27].
- Sri Lanka : 22 RM-70 en service en 2016[28].
- Ouganda : 6 en service en 2016[29].
- Ukraine : 20+ donnés par la Tchéquie en 2022[30]. Les Troupes de missiles et d'artillerie ukrainiennes les ont déployés contre l'armée russe, au moins 1 détruit [31].
- Zimbabwe : 60 RM-70 en 2016[32].

### Anciens opérateurs
- Allemagne : hérités de l'Allemagne de l'Est, donnés à la Grèce[18].
- Allemagne de l'Est : 265 RM-70 et RM-70M ; transférés à la Grèce après la disparition de l'Allemagne de l'Est[réf. nécessaire]. 36 vendus à la Finlande en 1991.
- Bulgarie : 12 importés en 2009[33] (jamais mis en service dans l'armée bulgare)
- Tchécoslovaquie : partagés entre la Tchéquie et la Slovaquie après la division du pays[réf. nécessaire].
- Tchéquie : 60 RM-70 (déclassés en 2011)[réf. nécessaire]